# 罗萍 (1971年)
罗萍（1971年11月—），云南元阳人，哈尼族，中华人民共和国政治人物，现任红河州委副书记、州长，第十三届全国人大代表，中共二十大代表。

## 生平
1993年8月参加工作，历任元阳县胜村乡副乡长，元阳县总工会副主席、主席，元阳县政协副主席，红河州总工会主席，州委统战部部长。2016年3月，任个旧市委书记。2017年8月，任红河州委副书记、代理州长。2017年10月30日当选红河州州长。